# You're Better Off Dead!
"You're Better Off Dead!" er Children of Bodoms fjerde single, udgivet i september 2002.
Singlen indeholder titelsangen samt en coverversion af Ramones' "Somebody Put Something in My Drink".
Sangen "You're Better Off Dead!" blev senere brugt på albummet Hate Crew Deathroll i et andet mix. Single-versionen har været udsolgt i mange år, og betragtes i dag som sjælden og svær at få fat i.

## Spor
1. "You're Better Off Dead!"
2. "Somebody Put Something In My Drink" (Ramones cover)

## Fodnoter
1. ↑  "Murder Archives: You're Better Off Dead! (single)". Arkiveret fra originalen 27. september 2007. Hentet 24. juli 2007.